# Río Findhorn

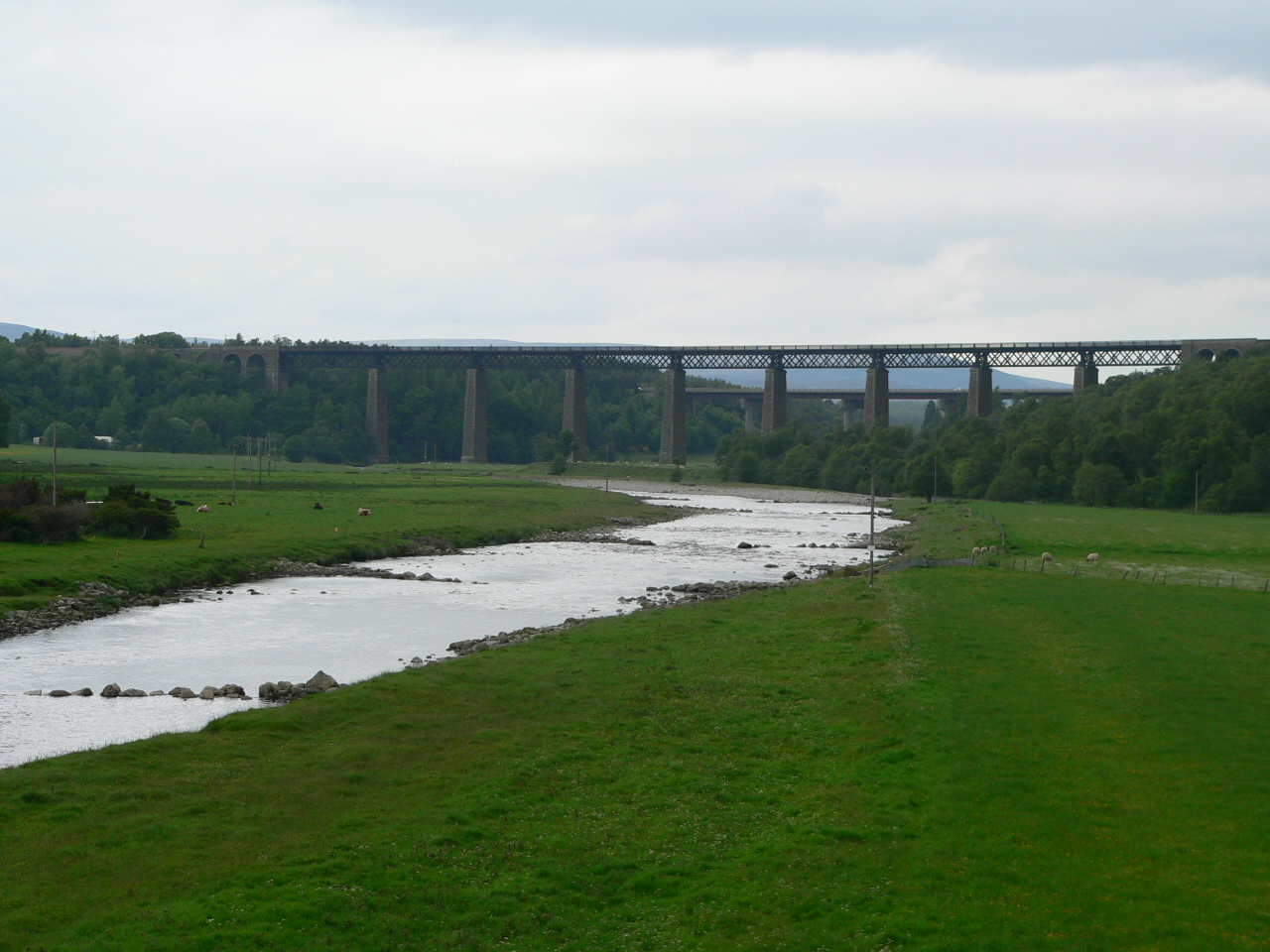
El río Findhorn cruzado por el ferrocarril Highland Main Line y la carretera A9 al este de Tomatin.

El río Findhorn (en gaélico escocés: Uisge Èireann) es uno de los ríos más largos de Escocia. Se encuentra ubicado al noreste, fluye hacia el Moray Firth en la costa septentrional. Posee uno de los estuarios más grandes de origen no glaciar de Escocia.
El río brinda abundante pesca de salmón y trucha y es popular entre los pescadores. Además es uno de los ríos de aguas blancas aptos para navegación en kayak clásicos de Escocia (con niveles de dificultad que oscilan entre 2 y 4) y convoca canoistas de toda la región.

## Tributarios
(de sur a norte)
- Abhainn Cro-chlach
- River Eskin
- Elrick Burn
- Funtack Burn
- Rhilean Burn
- Leonach Burn
- Tomlach Burn
- Red Burn
- Derback Burn
- Muckle Burn

## Poblaciones
(de sur a norte)
- Dalmigavie
- Corrievorrie
- Kyllachy
- Findhorn Bridge
- Tomatin
- Inverbrough
- Ruthven
- Streens
- Dulsie
- Glenferness
- Ardclach
- Ferness
- Relugas
- Altyre
- Forres
- Kinloss
- Findhorn

- Datos: Q1416809
- Multimedia: River Findhorn / Q1416809